# (29118) 1981 EQ43
(29118) 1981 EQ43 est un astéroïde de la ceinture principale d'astéroïdes découvert en 1981.

## Description
(29118) 1981 EQ43 a été découvert le 3 mars 1981 à l'observatoire de Siding Spring, situé près de Coonabarabran, en Nouvelle-Galles du Sud, en Australie, par Schelte J. Bus.

### Caractéristiques orbitales
L'orbite de cet astéroïde est caractérisée par un demi-grand axe de 2,43 ua, un périhélie de 2,10 ua, une excentricité de 0,13 et une inclinaison de 1,25° par rapport à l'écliptique. Du fait de ces caractéristiques, à savoir un demi-grand axe compris entre 2 et 3,2 ua et un périhélie supérieur à 1,666 ua, il est classé, selon la JPL Small-Body Database, comme objet de la ceinture principale d'astéroïdes.

### Caractéristiques physiques
(29118) 1981 EQ43 a une magnitude absolue (H) de 16,4 et un albédo estimé à 0,119.